# Beni Mester
Beni Mester est une commune de la wilaya de Tlemcen en Algérie.

## Géographie

### Situation
Le territoire de la commune de Beni Mester est situé au centre de la wilaya de Tlemcen, à environ 9 km à vol d'oiseau à l'ouest de Tlemcen.
| Ouled Riyah | Zenata, Hennaya         | Hennaya, Tlemcen |
| Sabra       | Beni Mester             | Mansourah        |
| Sabra       | Sabra, Terny Beni Hdiel | Terny Beni Hdiel |

### Localités de la commune
En 1984, la commune de Beni Mester est constituée à partir des localités suivantes : Zelboun, Ounadjela, Aïn Douz, Tizghenit, Ouled Benziane, Ouled Benhedi, Ouled Hamou, Elhaoud, Zaouia, Boudjemil, Boughezal, Dar el Hamra, Dar el Djebel.

## Démographie
Selon le recensement général de la population et de l'habitat de 2008, la population de la commune de Beni Mester est évaluée à 18 651 habitants contre 8 788 en 1977:
| 1977  | 1987   | 1998   | 2008   |
| ----- | ------ | ------ | ------ |
| 8 788 | 12 303 | 15 604 | 18 651 |